# بافل إليانوف
بافل إليانوف (بالأوكرانية: Ельянов Павло Володимирович)‏ Pavel Eljanov (ولد في 10 مايو 1983) لاعب شطرنج أوكراني يحمل لقب أستاذ كبير.

## حياته
- ولد في خاركيف في أوكرانيا.
- كان أبوه فلاديمير إليانوف لاعب شطرنج يحمل لقب أستاذ دولي. تزوج في 2009 باللعبة أولينا دفوريتسكا التي تحمل لقب أستاذة كبيرة سيدات.

## إنجازات
- تعادل على المراكز من الأول للثالث في دورة إيرفلوت المفتوحة للشطرنج عام 2012، مع كل من ماتيوس بارتل وأنتون كوروبوف.

## ألقاب
- حصل على لقب أستاذ كبير عام 2001.

## تصنيف
- بلغ تصنيف إيلو 2710 نقطة في يناير 2018.
- أفضل تصنيف له كان بلوغه رقم 6 عالمياً.

## التدريب
عمل لبوريس غيلفاند في بطولة العالم للشطرنج 2007 و2012، ودورة الترشيح عام 2001، ومدرباً لماغنوس كارلسن في بطولة العالم للشطرنج عام 2013. ومدرباً للاعبة ماريا موزيتشوك في بطولة العالم للشطرنج سيدات 2016.

## روابط خارجية
- بافل إليانوف على موقع الاتحاد الدولي للشطرنج (الإنجليزية)
- بافل إليانوف على موقع مباريات الشطرنج (الإنجليزية)
- بافل إليانوف على موقع 365Chess.com (الإنجليزية)
- بافل إليانوف على موقع Chesstempo.com (الإنجليزية)
- بافل إليانوف سجل أولمبياد الشطرنج على موقع OlimpBase.org (الإنجليزية)